# Grete Waitz
Grete Waitz (1 tháng 10 năm 1953 – 19 tháng 4 năm 2011) là một vận động viên marathon người Na Uy, người đã giành chiến thắng trong chín cuộc thi Marathon Thành phố New York giai đoạn từ năm 1978 đến 1988, nhiều hơn bất kỳ vận động viên marathon nào trong lịch sử. Bà cũng giành được một huy chương bạc tại Thế vận hội Mùa hè 1984 ở Los Angeles và một huy chương vàng tại Giải vô địch thế giới năm 1983 ở Điền kinh tại Helsinki, Phần Lan.
Bà sinh ra Grete Andersen tại Oslo, Na Uy. Waitz là một vận động viên chạy tài năng trẻ, nhưng đã gặp khó khăn khi cha mẹ không chú ý một cách nghiêm túc tiềm năng của mình. Đây là một thời gian khi các vận động viên nữ đã không được sự hỗ trợ cần thiết và kinh phí cần thiết để cạnh tranh ở cấp cao nhất. Tuy nhiên, Waitz đã tham gia Thế vận hội Mùa hè 1972 tại Munich ở nội dung 1500 mét. Để hỗ trợ cho sự nghiệp thể thao của mình, Waitz theo học tại một trường cao đẳng sư phạm.

## Qua đời
Waitz qua đời vì ung thư ở tuổi 57 . Khi mất ở bên bà có chồng là Jack và các anh em trai Jan và Arild . Chính phủ Na Uy quyết định bà được an táng theo lễ tang cấp quốc gia do chính phủ cấp kinh phí, là người phụ nữ Na Uy thứ sáu trong lịch sử nhận được vinh dự này .